# Lily Carlstedt
Lily Carlstedt   (Søllerød, 5 de març de 1926 - municipi de Vallensbæk, 14 de juny de 2002), també coneguda amb el nom de casada Lily Kelsby o Lily Carlstedt-Kelsby, va ser una atleta danesa, especialista en el llançament de javelina, que va competir durant les dècades de 1940 i 1950.
El 1948 va prendre part en els Jocs Olímpics de Londres, on guanyà la medalla de bronze en la prova del llançament de javelina del programa d'atletisme. Quatre anys més tard, als Jocs de Hèlsinki, fou cinquena en la mateixa prova del programa d'atletisme.
En el seu palmarès també destaquen nou campionats nacionals de llançament de javelina entre 1947 i 1956.

## Millors marques
- Llançament de javelina. 46.28 metres (1956)[1][4]